# عبدالمجید بدوی
امین عبدالمجید بدوی مصری پژوهشگر و که دکترای زبان و ادبیات فارسی را در سال ۱۳۳۵ هجری شمسی، از دانشگاه تهران گرفت و ترجمه قابوس‌نامه به زبان عربی از جمله آثار اوست. عبدالمجید بدوی دانشیار فارسی دانشگاه عین الشمس در مصر بود.

## آثار
- قابوس‌نامه. ترجمه به عربی. تهران: ۱۹۵۶. (ترجمه با همکاری صادق نشأت)
- القصه فی الادب الفارسی. دربارهٔ قصه‌های منثور و منظوم فارسی از عصر رودکی تا جامی، ۱۹۶۴ .
- الامیر بختیار (ترجمه بختیارنامه به زبان عربی). ۱۹۷۱.
- تاریخ بخارای نرشخی. (ترجمه با همکاری نصرالله مبشر الطرازی)